# Catocala cinerea
Catocala cinerea là một loài bướm đêm trong họ Erebidae.